# Lupinus argenteus
Lupin argenté
Espèce
Statut de conservation UICN

 LC  : Préoccupation mineure
Lupinus argenteus, le lupin argenté, est une espèce de plantes à fleurs de la famille des Fabacées originaire d'Amérique du Nord.